# Stellaria solaris
Stellaria solaris, tên tiếng Anh: sun carrier shell, là một loài ốc biển lớn, là động vật thân mềm chân bụng sống ở biển trong họ Xenophoridae, the carrier shells.

## Hình ảnh

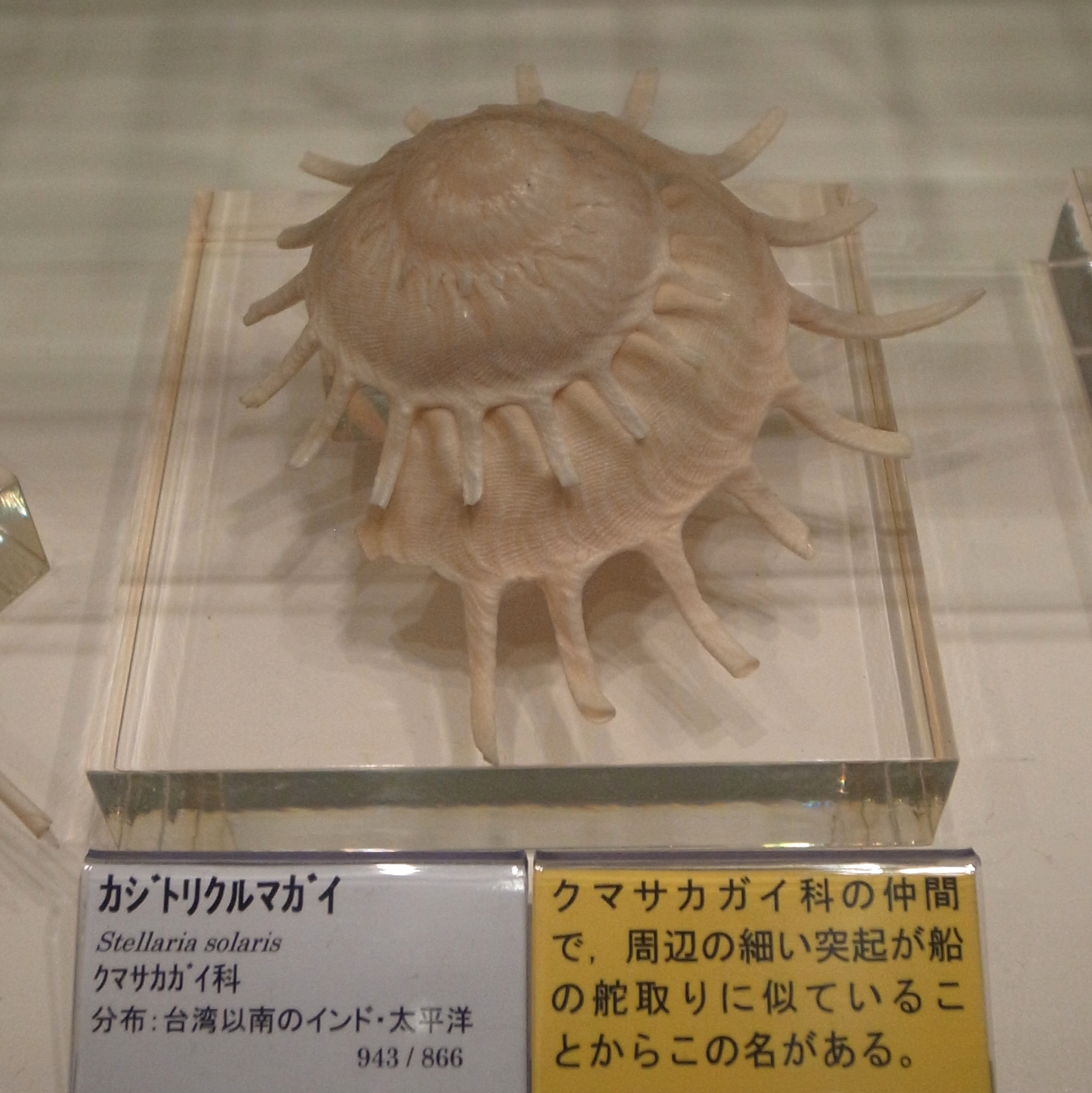